# Тарасівка (Кетрисанівська сільська громада)
Тара́сівка — село в Україні, у Кетрисанівській сільській громаді Кропивницького району Кіровоградської області. Населення становить 574 осіб. Колишній орган місцевого самоврядування — Тарасівська сільська рада.

## Географія
У селі бере початок Балка Шляхова.

## Історія

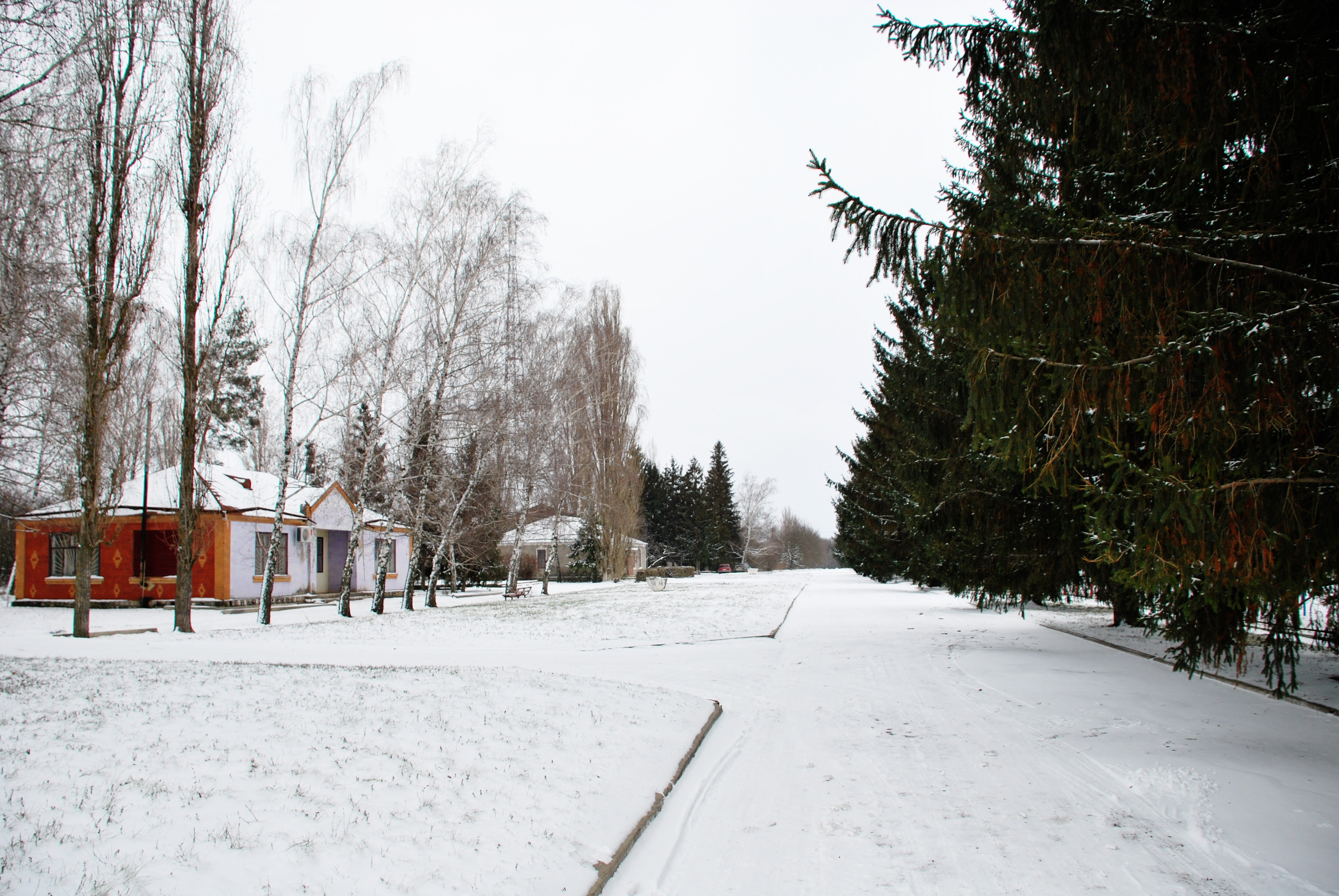
Вулиця Центральна

На території теперішнього села Тарасівка до 1921 року був розташований панський маєток, в якому жили вихідці із Німеччини. Вони самі обробляли землю. У 1917 році Радянська влада відібрала в них землю, а самі хазяї виїхали. Трохи південніше, неподалік великої балки, розташовувався маєток Дем'яна Бєдного. Тому ця балка отримала назву — «балка Дем'яна Бєдного». Коли цією балкою пройти на північ (де знаходиться село Галушкова), можна побачити джерельце, де бере свій початок річка Громоклія.
У 1921 році В. І. Леніним був виданий наказ про «Нову економічну політику» (НЕП), в якому йшлося про роздачу земельних наділів: «По десятині на їдака». Відтоді почалося заселення села. Першими жителями були переселенці з міста Бобринець, які жили по вулиці Кузнечній, на Сірівщині, що проходила біля річки Бобринка. Люди сюди були переселені не на добровільній основі, а примусово. Жителі міста мали свої млини, кузні, лісопилки та інше. Але навесні 1922 року їх змусили покинути все нажите і переселитися на пустир. Так була започаткована в селі Тарасівка перша вулиця — Горова (теперішня — імені 40-річчя Перемоги).
Кожен господар поспішав спочатку засіяти свою землю, яка їм давалась в степу та засадити городи, біля садиби. Тож хати спочатку не будували, а копали землянки. Жителі сіл Гарби та Ульянівка були переселені ближче до села Тарасівка, де і утворилась вулиця Ардельовка, Попківщина і Олянівка.
У 1924 році жителями села була збудована школа.
На другий рік, після переселення, селяни почали будувати будинки. Їх будували толокою, тобто всією вулицею. Будували під одним дахом — це хата, сарай і свинарник. Люди стали жити заможно. Обзавелись кіньми, великою рогатою худобою та іншим господарством. Та продовжувалось це недовго, лише до 1929 року коли почалась колективізація. За наказам Й.Сталіна все своє господарство, землю, реманент, зерно люди повинні були віддати у колгосп, так звану комуну. А тих хто не погоджувався вивозили в Сибір.
У 1933 році настали тяжкі часи для села, почався Голодомор .
У серпні 1941 року в село ввійшли німці, а навесні 1944 року в село ввійшли радянські війська.
У 1952—1957 роках почалось інтенсивне будівництво. Збудували комплекс свиноферм, клуб, сільську раду, магазин, дитячий садок, нові житлові будинки. В нові помешкання заселили переселенців із західної України.

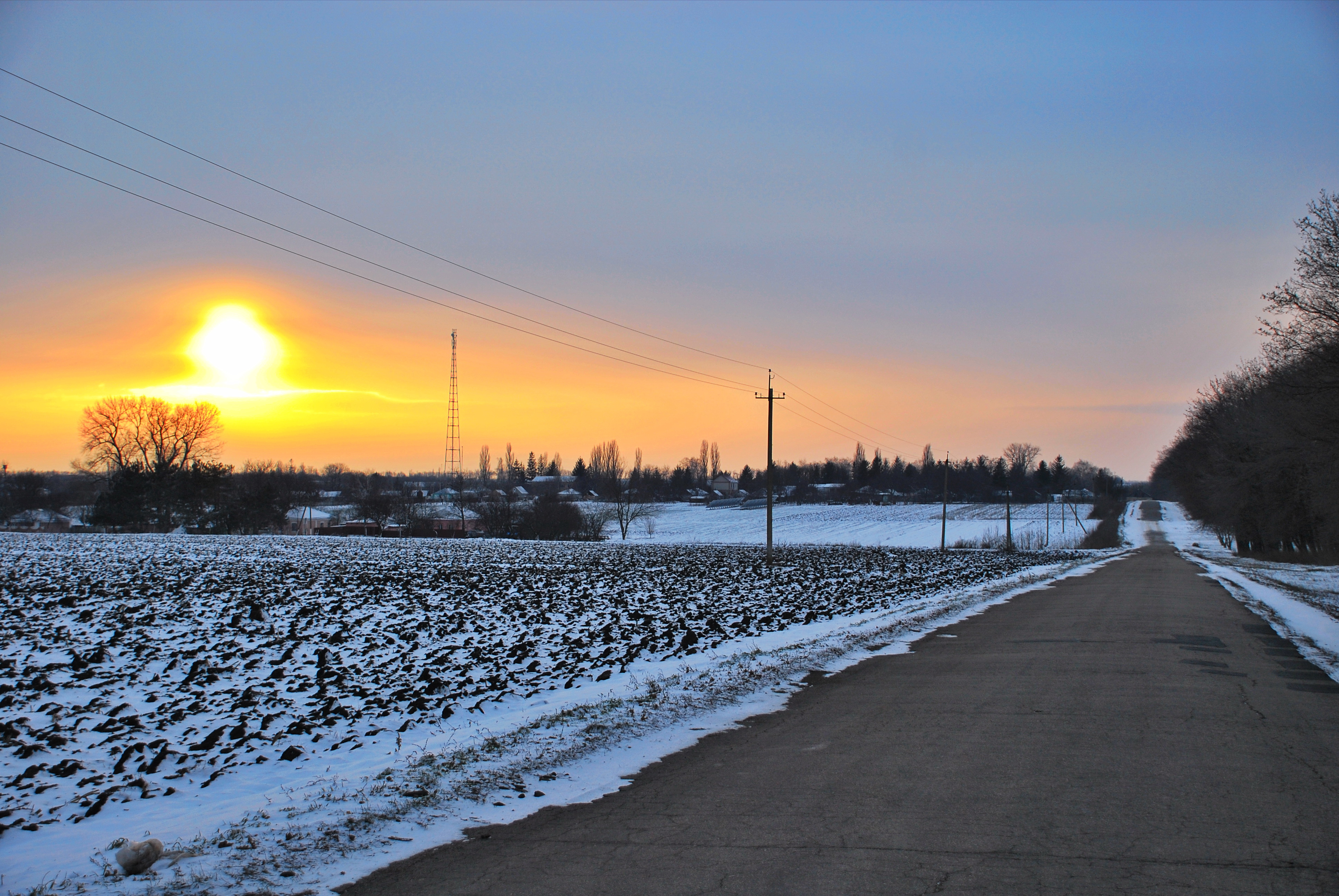

## Транспорт
За 2 км від села проходить автомобільна дорога національного значення Н14.

## Населення
Згідно з переписом УРСР 1989 року чисельність наявного населення села становила 618 осіб, з яких 284 чоловіки та 334 жінки.
За переписом населення України 2001 року в селі мешкали 574 особи.

### Мова
Розподіл населення за рідною мовою за даними перепису 2001 року:
| Мова       | Відсоток |
| ---------- | -------- |
| українська | 95,99 %  |
| російська  | 2,61 %   |
| молдовська | 1,22 %   |
| білоруська | 0,17 %   |